# Miniature Tigers
Miniature Tigers es una banda estadounidense de indie rock originaria de Phoenix, Arizona. Fue formada en 2006 y está conformada actualmente por Charlie Brand, Rick Schaier, Algernon Quashie y Brandon Lee.

## Discografía
- Octopus EP (2006)
- White Magic EP (2008)
- Black Magic EP (2008)
- Tell It to the Volcano (2008)
- Fortress (2010)
- Mia Pharaoh (2012)
- Cruel Runnings (2014)
- I Dreamt I Was a Cowboy (2016)
- F O R T R E S S (Demos) (2018)
- Vampires in the Daylight (2019)